# Лайпан (Техас)
Лайпан (англ. Lipan) — місто (англ. city) в США, в окрузі Гуд штату Техас. Населення — 505 осіб (2020).

## Географія
Лайпан розташований за координатами 32°31′7″ пн. ш. 98°2′49″ зх. д. / 32.51861° пн. ш. 98.04694° зх. д. (32.518651, -98.047055).  За даними Бюро перепису населення США в 2010 році місто мало площу 2,75 км², уся площа — суходіл.

## Демографія
Згідно з переписом 2010 року, у місті мешкало 430 осіб у 181 домогосподарстві у складі 122 родин. Густота населення становила 156 осіб/км².  Було 220 помешкань (80/км²).
Расовий склад населення:
| - 94,7 % — білих - 0,7 % — корінних американців - 0,2 % — чорних або афроамериканців - 3,0 % — осіб інших рас |

До двох чи більше рас належало 1,4 %. Частка іспаномовних становила 8,1 % від усіх жителів.
За віковим діапазоном населення розподілялося таким чином: 26,3 % — особи молодші 18 років, 60,7 % — особи у віці 18—64 років, 13,0 % — особи у віці 65 років та старші. Медіана віку мешканця становила 35,0 року. На 100 осіб жіночої статі у місті припадало 97,2 чоловіків;  на 100 жінок у віці від 18 років та старших — 95,7 чоловіків також старших 18 років.
Середній дохід на одне домашнє господарство  становив 56 341 долар США (медіана — 46 406), а середній дохід на одну сім'ю — 66 903 долари (медіана — 53 846). Медіана доходів становила 39 583 долари для чоловіків та 29 375 доларів для жінок. За межею бідності перебувало 17,1 % осіб, у тому числі 19,9 % дітей у віці до 18 років та 8,1 % осіб у віці 65 років та старших.
Цивільне працевлаштоване населення становило 221 особа. Основні галузі зайнятості: освіта, охорона здоров'я та соціальна допомога — 38,0 %, будівництво — 13,1 %, виробництво — 9,5 %, сільське господарство, лісництво, риболовля — 8,6 %.